# Saint-Tite-des-Caps
Saint-Tite-des-Caps es un municipio canadiense situado en la provincia de Quebec.

## Superficie
Saint-Tite-des-Caps tiene una superficie de 129,3 km².

## Demografía
En 2021, tenía 1504 habitantes, una densidad poblacional de 11,6 hab./km², y 887 viviendas.